# Histoire de la sociologie
L'histoire de la sociologie, en tant que discipline scientifique, commence à la fin du XIXe siècle, même si l'on peut retrouver des raisonnements sociologiques dès l'Antiquité. La sociologie se développe principalement en Europe de l'Ouest alors que la révolution industrielle fait émerger les premières enquêtes et réflexions sur les conditions de vie des ouvriers. Mais ce n'est qu'à partir des années 1890 que la sociologie s'institutionnalise avec les premières revues et chaires universitaires. Jusqu'en 1914, la sociologie européenne produit la majeure partie du corpus de la discipline. L'entre-deux-guerres est plus favorable à la sociologie américaine. Après 1945, la sociologie, institutionnalisée et internationalisée, se développe considérablement en de multiples courants et sous-disciplines, pour donner la mosaïque que l'on connaît aujourd'hui.

## Jusqu’auXVIIIesiècle: émergence du social

### Antiquité et Moyen Âge
| Découverte / idée                                     | Année(s)        | Auteur(s)         | Publication(s)           |
| Droit naturel et droit des hommes                     |                 | Sophistes         |                          |
| Premier « modèle » d'organisme social                 | 375 avant J.-C. | Platon            | La République            |
| Fonctionnement de l’État et des régimes politiques    | 335 avant J.-C. | Aristote          | Politique                |
| Pouvoir et droits                                     | 52 avant J.-C.  | Cicéron           | De legibus, De Republica |
| Distinction spirituel-temporel ; théologie historique | 354-430         | Saint Augustin    | La Cité de Dieu          |
| Schéma hiérarchique de la société                     | 1266-1273       | Thomas d'Aquin    | Somme théologique        |
| Autonomie humaine par rapport à Dieu                  | 1275-1342       | Marsile de Padoue | Défenseur de la paix     |
| Histoire de l'humanité                                | 1377            | Ibn Khaldoun      | Muqaddima                |

Dès l'Antiquité, le raisonnement sociologique se retrouve chez certains auteurs, comme Confucius ou Cicéron. Les Sophistes inaugurent dans le domaine social l'essentiel de la méthode scientifique, c'est-à-dire l'observation, la comparaison et la critique. Encore aujourd'hui, des ouvrages comme le Ménon de Platon ou Éthique à Nicomaque d'Aristote constituent des sources dans lesquelles puise la sociologie.

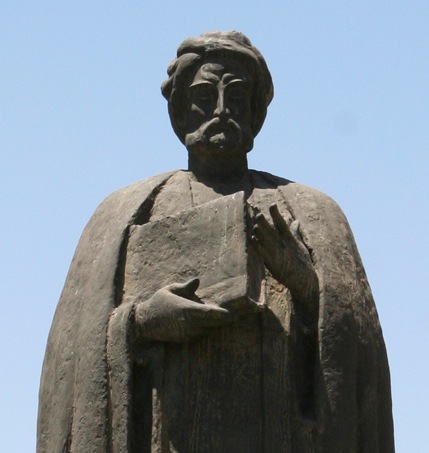
Statue d'Ibn Khaldoun à la cathédrale Saint-Vincent-de-Paul, avenue Habib-Bourguiba, Tunis.

Les origines de l'enquête statistique remontent au XIe siècle, lorsque Guillaume le Conquérant ordonne en 1086 l'organisation d'un recensement sur son territoire, publié sous le nom de Domesday Book,. Au XIIIe siècle, Ma Duanlin, un historien chinois, souligne l'existence de dynamiques sociales sous-jacentes à l'évolution historique dans son encyclopédie, Wenxian Tongkao.
En rupture avec ses prédécesseurs, Ibn Khaldoun marque au XIVe siècle un tournant en sociologie. Sa façon d'analyser les changements sociaux et politiques qu'il a observés dans le Maghreb et l'Espagne de son époque a conduit à le considérer comme un précurseur de la sociologie et démographie modernes malgré le fait qu'il fut inconnu des principaux fondateurs de ces disciplines,,,. Son ouvrage majeur, la Muqaddima, où il expose sa vision de la façon dont naissent et meurent les empires, est peut-être le premier à avoir un raisonnement scientifique et sociologique sur la cohésion sociale et le conflit social,,,,. Il conçoit une théorie dynamique de l'histoire et développe les concepts de changements et conflits sociaux. Il élabore également une dichotomie entre vie nomade et vie sédentaire. La Muqaddimah peut être considérée comme un ouvrage de sociologie générale, où sont développés des thèmes aussi variés que la vie urbaine, la politique, l'économie et la connaissance. Son travail se base sur un concept central, celui de 'asabiyyah, traduit en français par « cohésion sociale », « solidarité de groupe » ou « tribalisme ». Cette cohésion sociale survient spontanément dans des communautés et peut-être intensifiée par la religion. Il analyse la manière dont ce qui fait la cohésion politique, économique, psychologique, sociologique du groupe est aussi à l'origine de sa chute, et sera alors remplacé par un autre groupe lié de manière plus étroite.

### Renaissance et siècle des Lumières
| Découverte / idée                                                                                                   | Année(s)  | Auteur(s)                   | Publication(s)                                                    |
| Utopie | 1516      | Thomas Moore                | Utopia                                                            |
| Mœurs politiques, l'art et la manière de gouverner                                                                  | 1532      | Nicolas Machiavel           | Le Prince                                                         |
| Souveraineté, monarchie tempérée                                                                                    | 1566      | Jean Bodin                  | Les Six Livres de la République                                   |
| État de nature | 1651      | Thomas Hobbes               | Léviathan                                                         |
| Libéralisme | 1690      | John Locke                  | Traités du gouvernement civil                                     |
| Constructivisme | 1725      | Giambattista Vico           | La Science nouvelle                                               |
| Actions rationnelles                                                                                                | 1739-1740 | David Hume                  | Traité de la nature humaine                                       |
| Méthode des remarques, première typologie des sociétés                                                              | 1748      | Montesquieu                 | De l'esprit des lois et Défense de l'Esprit des lois              |
| Distinction des concepts de nature et culture. Critique de la société comme productrice de nécessités artificielles | 1762      | Jean-Jacques Rousseau       | Du contrat social                                                 |
| Phases du développement social : sauvagerie, barbarie, civilisation                                                 | 1767      | Adam Ferguson               | Essai sur la société civile                                       |
| Autorégulation ; ordre social                                                                                       | 1776      | Adam Smith                  | Recherches sur la nature et les causes de la richesse des nations |
| Nation ; déterminisme géographique                                                                                  | 1784-1791 | Johann Gottfried von Herder | Idées pour une philosophie de l’histoire de l’humanité            |
| Conservatisme | 1790      | Edmund Burke                | Réflexions sur la Révolution de France                            |

C'est à partir du XVIe siècle que se constitue le terreau fertile d'un mode d'interrogation de la société, qui donnera par la suite lieu à la sociologie. Les bouleversements scientifiques qui s'opèrent grâce aux découvertes de Kepler, Galilée et Copernic, entre autres, conduisent, aux côtés du mouvement humaniste qui place l'Homme au centre des débats, à renverser l'ordre établi et à enclencher une « révolution qui modifia les fondements et les cadres mêmes de notre pensée et dont la science moderne est à la fois la racine et le fruit ». La remise en cause de l'ordre divin va donc, au XVIIIe siècle, ouvrir le champ à de nombreuses théories tâchant de comprendre les fondements des sociétés.
C'est le cas de tous les théoriciens du contrat social, que ce soit John Locke, Jean-Jacques Rousseau ou Thomas Hobbes. Ils pensent alors l'origine de la société et de l'État comme un contrat originaire entre les hommes, par lequel ceux-ci acceptent une limitation de leur liberté en échange de lois garantissant la perpétuation du corps social. Les premières tentatives d'étudier la société — et sa diversité — comme un objet d'analyse à part entière, se retrouvent chez Montesquieu dans De l'esprit des lois et chez Giambattista Vico dans La Science nouvelle,. Ces auteurs posent les bases théoriques et problématiques de la science de la société humaine, et de la relation entre l'action individuelle, les structures sociales et le contexte historique. Peu à peu se développe une démarche qui vise à expliquer les phénomènes sociaux en se détachant d'une vision fataliste, qui décrète l'accomplissement inéluctable d'une destinée. Le siècle des Lumières voit l'émergence de théories qui cherchent à expliquer et comprendre les actions individuelles et leurs conséquences, comme dans le Traité de la nature humaine de David Hume ou les Recherches sur la nature et les causes de la richesse des nations d'Adam Smith.
C'est en 1780 que le terme sociologie naît,, sous la plume de l'essayiste français Emmanuel-Joseph Sieyès. Dérivé du latin socius, « compagnon, associé », accompagné du suffixe -ology (l'étude de), provenant du grec λόγος / lógos, au sens particulier de « étude »,,. En 1838, Auguste Comte donnera au terme le sens qu'on lui attribue aujourd'hui.

## De 1790 à 1890: constructions multiples de la discipline
| Découverte / idée                                                       | Année(s)  | Auteur(s)                     | Publication(s)                            |
| Physiologie sociale                                                     | 1813      | Henri de Saint-Simon          | La Physiologie sociale                    |
| Société industrielle                                                    | 1823-1824 | Henri de Saint-Simon          | Catéchisme des industriels                |
| Philosophie pratique : réflexions sur l'État, le gouvernement, le droit | 1821      | Georg Wilhelm Friedrich Hegel | Principes de la philosophie du droit      |
| Positivisme ; dynamique sociale                                         | 1830-1842 | Auguste Comte                 | Cours de philosophie positive             |
| Démocratie                                                              | 1835-1840 | Alexis de Tocqueville         | De la démocratie en Amérique              |
| Théorie générale des sciences humaines et de leurs méthodes             | 1843      | John Stuart Mill              | Système de logique déductive et inductive |
| Aliénation du travail ; unités sociales                                 | 1844      | Karl Marx                     | Manuscrits de 1844                        |
| Utilitarisme                                                            | 1859      | John Stuart Mill              | De la liberté                             |
| Classe sociale ; superstructure ; conscience sociale                    | 1867      | Karl Marx                     | Le Capital                                |
| Règle sociale ; méthodes quantitatives                                  | 1869      | Adolphe Quetelet              | Sur la physique du globe en Belgique      |
| Anthropologie sociale                                                   | 1871      | Edward Tylor                  | Primitive Culture                         |
| Évolutionnisme et darwinisme social                                     | 1876-1896 | Herbert Spencer               | Principes de sociologie                   |
| Diffusion culturelle                                                    | 1882-1891 | Friedrich Ratzel              | Anthropogeographia                        |
| Groupe social                                                           | 1885      | Ludwig Gumplowicz             | Grundriss Soziologie                      |
| Communauté et de société                                                | 1887      | Ferdinand Tönnies             | Communauté et société                     |
| Psychologie                                                             | 1890      | William James                 | Les Principes de psychologie              |

Si le terme sociologie existe déjà depuis le XVIIIe siècle, ce n'est qu'à la fin du XIXe siècle que la discipline voit le jour. Entre-temps, elle voit dans les révolutions politiques et industrielles du XIXe siècle les catalyseurs de son émergence,, à travers les questions d'ordre social et de capitalisme. La majeure partie du XIXe siècle voit en effet l'essor, parfois simultané, de théories sociologiques qui vont participer à la construction progressive de la discipline. La Révolution française suscite de nombreux débats, notamment en Angleterre où Edmund Burke signe un pamphlet, Réflexions sur la Révolution de France, contre les événements de 1789, condamnant la révolution parce qu'elle ramène la société à l'état de nature et parce qu'elle repose, en France, sur des principes idéaux abstraits. De l'autre côté, une nouvelle forme de communauté scientifique, les idéologues, libéraux et pro-Révolution française, se met en place, contre le déisme, et promeut une science des idées qui remplacerait à la fois la métaphysique et la psychologie, et dont le sujet premier est l'Homme. La révolution industrielle et la diffusion du capitalisme est à l'origine des écrits de Karl Marx. La question sous-jacente des conditions de vie des ouvriers est à l'origine des premières enquêtes sociales et sociologiques, comme le Tableau de l'état physique et moral des ouvriers employés dans les manufactures de coton, de laine et de soie de Louis René Villermé. Les troubles politiques en Europe durant ce siècle sont à l'origine des recherches de Tocqueville, précurseur de la discipline, sur La Démocratie en Amérique.

### Henri de Saint-Simon
« Pour accélérer les progrès de la science, le plus grand, le plus noble des moyens est de mettre l’univers en expérience ; or, ce n’est pas le grand monde, ce n’est que le petit monde, c’est-à-dire l’homme, que nous pouvons mettre en expérience. Une des expériences les plus importantes à faire sur l’homme consiste à l’établir dans de nouvelles relations sociales. Or, toute nouvelle action résultant d’une pareille expérience ne peut être classée comme bonne ou mauvaise que d’après les observations faites sur ses résultats. »

— « Lettres au Bureau des Longitudes » , in Œuvres de Claude-Henri de Saint-Simon, Anthropos, Paris, 1966, tome 1, p. 81-83.
Claude-Henri de Rouvroy de Saint-Simon plaide pour l'émergence d'une science de l'Homme qui utilise la même méthode scientifique que celle des sciences naturelles,. Il appelle cette nouvelle discipline la « physiologie sociale ». Il est également à l'origine du concept de société industrielle. Il pense alors à une société dans laquelle les scientifiques et les industriels supplantent les anciennes classes oisives (comme la noblesse). Dans le Catéchisme des industriels (1824), il forge le terme d'industrialisme pour désigner une doctrine dans laquelle est posée la supériorité économique et politique du mode industriel de production. Sa théorie sur l'industrialisation de la société aura une influence importante, à la fois dans la théorie conservatrice et dans le marxisme, car elle pose les jalons théoriques de la stratification sociale et de la division du travail,.

### Auguste Comte et le positivisme

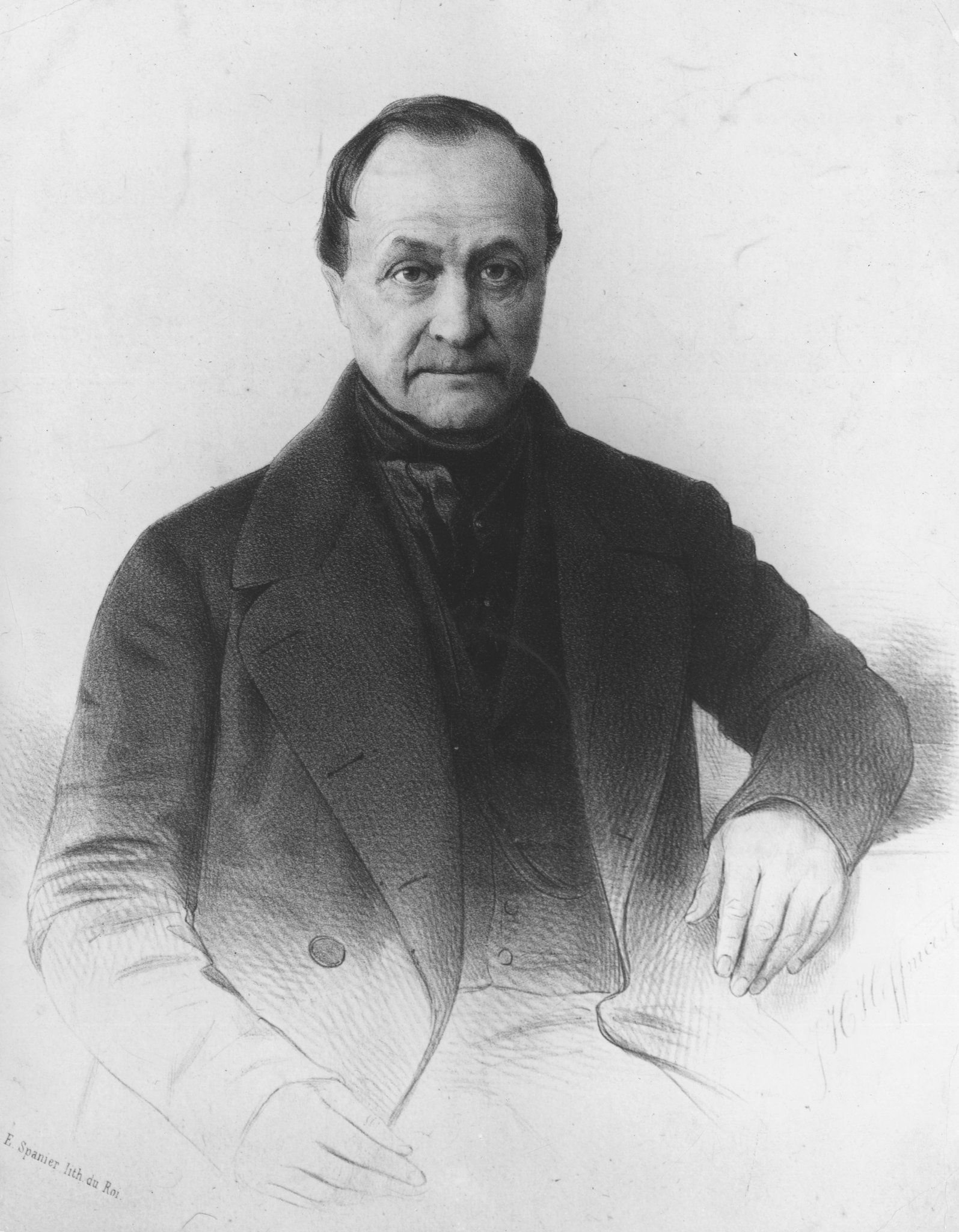
Auguste Comte (1798-1857)

Auguste Comte était, durant sa jeunesse, secrétaire et disciple de Saint-Simon. Ses travaux se situent dans la lignée de celui-ci,, notamment en ce qui concerne l'usage d'une méthode scientifique dans les sciences sociales. Il est à l'origine du positivisme, qu'il formalisera dans ses Cours de philosophie positive donnée entre 1830 et 1842. Contraction de « politique positive », le positivisme a pour principe que seuls les faits et leurs relations peuvent être l'objet d'une connaissance certaine. Le positivisme est une posture scientifique et l'aboutissement d'une théorie centrale chez Auguste Comte, la loi des trois états, un concept selon lequel chaque branche des connaissances humaines passe, historiquement, par trois démarches théoriques successifs : théologique, métaphysique puis positif,,.

Pour Auguste Comte, la philosophie doit avoir pour objet principal l'étude des sociétés comme un ensemble cohérent, et non, comme le faisait les Lumières, l'étude, à l'échelle individuelle, de l'Homme. La physiologie sociale de Saint-Simon devient ainsi chez Auguste Comte la « physique sociale », puis la « sociologie ». La sociologie de Comte est donc l'application aux phénomènes sociaux de la posture positiviste, c'est-à-dire d'une observation empirique des faits.

« Je crois devoir hasarder dès à présent ce terme nouveau exactement équivalent à mon expression, déjà introduite, de physique sociale, afin de pouvoir désigner par un nom unique cette partie complémentaire de la philosophie naturelle qui se rapporte à l'étude positive de l'ensemble des lois fondamentales propres aux phénomènes sociaux. »

— Cours de philosophie positive, 1839, p. 252

### Karl Marx et la révolution industrielle
Karl Marx et Auguste Comte sont semblables en de nombreux points. À l'heure de la sécularisation des sociétés européennes, et notamment des savoirs, ils cherchent tous deux à établir une nouvelle idéologie scientifique (pour Comte, le positivisme et pour Marx, le matérialisme historique) et insistent sur le principe d'une évolution historique favorable à terme pour l'humanité (pour Comte, la loi des trois états et pour Marx, l'émancipation des travailleurs aboutissant à une société sans classes). Karl Marx aura une influence certaine sur les sociologues, notamment parce qu'il introduit une grille de lecture pertinente du réel ainsi qu'un ensemble de concepts qui ont largement été repris depuis,.
Témoins des luttes ouvrières pendant la Révolution industrielle, Marx estime que ce n'est pas la religion (conception idéaliste) qui permet à l'État de tirer son pouvoir, mais le capital (conception matérialiste). Marx voit dans le capitalisme la subversion la plus forte du processus naturel de production. Dans un vocabulaire plus marxiste, les classes dominantes exploitent les classes prolétaires parce qu'ils détiennent les moyens de production. Dans Le Capital, au côté de Friedrich Engels, ils développent des théories, sur les classes sociales, l'État, l'idéologie, la religion, l'aliénation, qui ont depuis faits date en sociologie.

### L'émergence des enquêtes sociales

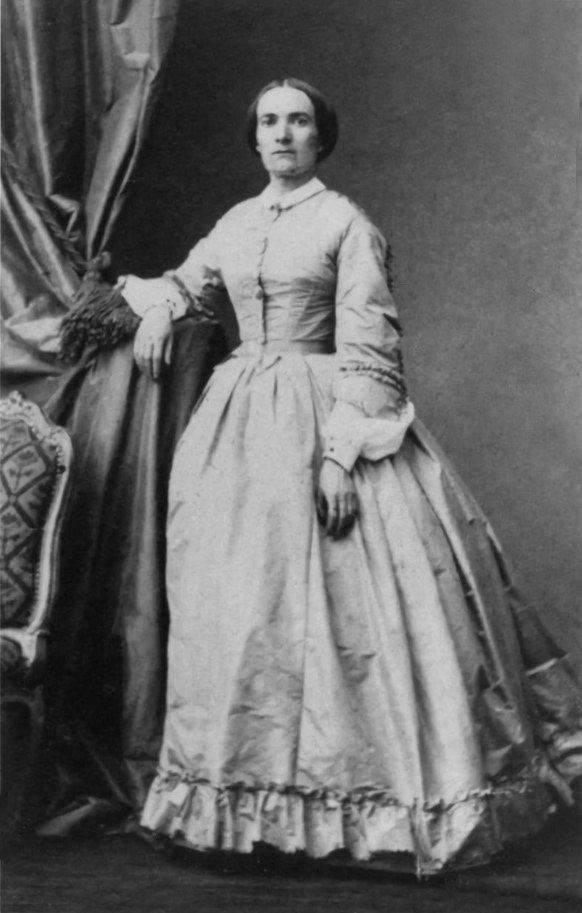
Julie-Victoire Daubié (1824-1874)

Depuis le XVIIe siècle, se développe une branche de la statistique appliquée aux sciences politiques et à la démographie. Cette statistique, au service du gouvernement, constitue un outil indispensable de l'État, lui permettant de rassembler des informations sur sa population. C'est notamment dans le domaine de la justice et des crimes que se multiplient les rapports statistiques. À partir des années 1830, la révolution industrielle et la question sociale favorise l'émergence, dans plusieurs pays européens, de rapports statistiques sur le monde ouvrier,.
Inspirés par ces travaux, et par l'idée, notamment avancée par Nicolas de Condorcet, que les faits relatifs à l'Homme sont passibles d'une approche quantifiée, certains chercheurs vont participer à l'élaboration d'une « mathématique sociale ». Parmi eux, Adolphe Quetelet, qui faisait de la sociologie une « physique sociale », et qui est l'un des premiers à appliquer la statistique à l'étude des Hommes. Il affirmait à ce propos dans son Essai de physique sociale en 1835 : « L'Homme naît, se développe et meurt d'après certaines lois qui n'ont jamais été étudiées dans leur ensemble ni dans le mode de leurs réactions mutuelles ». Dans cet ouvrage, il présente sa conception de « l'homme moyen » comme valeur centrale autour de laquelle les mesures d'une caractéristique humaine sont groupées suivant une courbe normale.
En France, Frédéric Le Play participe à la création des premières grandes enquêtes sociologiques et développe les méthodes de collecte de données. Il publie notamment en 1855 sous le titre Les Ouvriers européens les 36 monographies de familles ouvrières qu’il a réalisées en Europe. Son œuvre reste cependant largement guidée par un dessein idéologique et non par des hypothèses de recherches. Première femme bachelière, Julie-Victoire Daubié publie en 1866 La Femme pauvre au XIXe siècle, un ouvrage issu d'une enquête approfondie sur la condition économique, morale et politique de la femme où elle revendique notamment le droit à l'instruction pour les femmes.

### Herbert Spencer et l'évolutionnisme

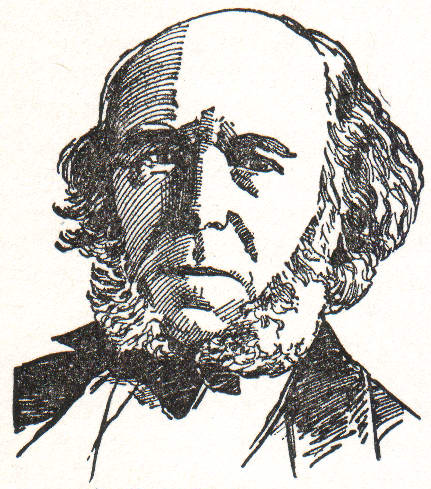
Herbert Spencer (1820-1903)

Herbert Spencer était l'un des sociologues et philosophes les plus populaires et influents du XIXe siècle. Il écrit d'abord en réaction de Comte et Marx, puis s'inspire des écrits de Charles Darwin pour reformuler les sciences sociales en des termes de darwinisme social. Le spencérisme postule que la lutte pour la vie entre les hommes est l'état naturel des relations sociales, et que c'est aussi la source fondamentale du progrès et de l'amélioration de l'être humain. Son action politique préconise de supprimer les institutions et comportements qui font obstacle à l'expression de la lutte pour l’existence et à la sélection naturelle qui aboutissent à l’élimination des moins aptes et à la survie des plus aptes (survival of the fittest). Spencer était opposé au socialisme et plaidait pour le laissez-faire, ce qui lui vaudra d'être très écouté par les partis conservateurs, notamment en Angleterre et aux États-Unis.
En 1874, il publie le premier livre ayant « sociologie » dans son titre, The Study of Sociology. En 1900, Franklin Henry Giddings écrivait à propos de ce livre qu'il « avait suscité le premier, en Angleterre, aux États-Unis, en France, en Italie et en Russie un intérêt certain pour la sociologie »,,. Aux États-Unis, Charles Horton Cooley affirme en 1920 que The Study of Sociology « a probablement contribué, plus que tout autre ouvrage, à l'intérêt que l'on porte aujourd'hui à la sociologie »,.
Malgré le fait que ses ouvrages soient aujourd'hui peu débattus, son influence sur la sociologie contemporaine est certaine.

## Institutionnalisation de la sociologie
| Découverte / idée                             | Année(s) | Auteur(s)         | Publication(s)                                   |
| Solidarité mécanique et solidarité organique  | 1893     | Émile Durkheim    | De la division du travail social                 |
| Image de soi                                  | 1894     | Charles Cooley    | The Theory of Transportation                     |
| Fait social ; morphologie sociale             | 1895     | Émile Durkheim    | Les Règles de la méthode sociologique            |
| Analyse et classification de foules           | 1895     | Gustave Le Bon    | Psychologie des foules                           |
| Anomie ; usage des statistiques               | 1897     | Émile Durkheim    | Le Suicide                                       |
| Sociologie économique                         | 1900     | Georg Simmel      | Philosophie de l'argent                          |
| Valeurs, religions et capitalisme             | 1904     | Max Weber         | L'Éthique protestante et l'Esprit du capitalisme |
| Théorie de la motivation                      | 1908     | William McDougall | Une introduction à la psychologie sociale        |
| Interaction sociale, sociologie formelle (en) | 1908     | Georg Simmel      | Sociologie                                       |
| Groupes primaire et secondaire                | 1909     | Charles Cooley    | Organisation sociale                             |

Ce n'est réellement qu'à la fin du XIXe siècle que la sociologie se met en place. Dans les années 1880, la sociologie reflète encore des doctrines hétéroclites sensiblement éloignées de ce par quoi nous entendons aujourd'hui ce terme. Selon Jean-Michel Berthelot, trois séries d'éléments vont permettre à la sociologie de se construire comme discipline :
- La mise en place définitive des formes modernes de production économique et d'organisation étatique à partir des années 1870 ;
- Une modification en profondeur du champ scientifique via l'essor des laboratoires de recherche et le triomphe du positivisme ;
- L'organisation d'un corps de sociologues non plus construit sur une base idéologique et militante, mais scientifique.

Mais la sociologie se construit également à un moment où se développe une autre discipline, qui suscite encore plus d'enthousiasme : la psychologie, notamment sa branche sociale. La sociologie doit donc se départir à la fois de la vision dominante à cette époque dans les sciences sociales, celle de l'évolutionnisme d'Herbert Spencer, et de la psychologie triomphante, portée en France par Gabriel Tarde et Gustave Le Bon, et outre-Rhin par Wilhelm Wundt.
Dans ce contexte vont émerger en France et en Allemagne deux types d'approches de la sociologie, favorisées par une tradition et un contexte culturel différents,. Par ailleurs, les États-Unis se dotent les premiers d'un département de sociologie, à l'université de Chicago, dirigé par Albion Small,. Si l'institutionnalisation de la sociologie y est plus rapide que partout ailleurs, le développement théorique et méthodologique de la discipline se fait plus lent, et l'école sociologique américaine n'apparaît qu'à la fin des années 1910, avec l'école de Chicago.

### L'école française de sociologie
En 1903, Henri Hauser affirmait que « les sciences sociales sont terriblement à la mode. C'est la tarte à la crème de toutes les réunions mondaines, de tous les discours, de tous les journaux, et nul n'a d'esprit s'il n'est sociologue. » En effet, en quelques années seulement, la sociologie a su se faire une place dans le champ intellectuel français, avec des figures comme Émile Durkheim, René Worms ou Gabriel Tarde. Pour Charles-Henry Cuin et François Gresle, l'institutionnalisation de la sociologie en France tient de plusieurs facteurs : d'un côté, la refonte de l'enseignement supérieur dans les années 1880 ouvre la voie aux sciences sociales ; de l'autre, les initiatives d'acteurs privés permettent de financer la recherche en science sociale. Dans les années 1880 et jusqu'au début des années 1890, il n'existe encore aucun organe de diffusion strictement destiné aux théories sociologiques.
René Worms, tenant de la théorie organiciste, participe grandement à la fondation des premières institutions de la sociologie : il crée en 1893 la Revue internationale de sociologie, en 1894, l'Institut international de sociologie et la collection d'ouvrages « Bibliothèque sociologique internationale » chez l'éditeur Giard & Brière, et en 1895, la Société de sociologie de Paris. Malgré cela, René Worms ne contribue que très peu à l'ancrage de la sociologie : en s'assurant le concours d'universitaires confirmés — provenant donc d'horizons variés —, il ne tient pas compte des récentes avancées dans le domaine, et ses sociétés s'en retrouvent peu pertinentes, d'autant plus que se constituent au même moment dans les universités des équipes nationales de recherche aux perspectives théoriques plus abouties que les siennes. En France, c'est Émile Durkheim, notamment via la revue L'Année sociologique, qui devient la figure de proue de la discipline.

#### Émile Durkheim

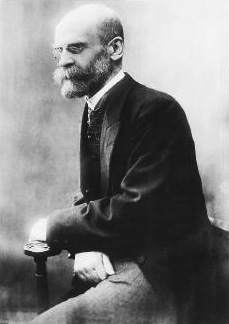
Émile Durkheim (1858-1917)

Incontestablement, Émile Durkheim s'est imposé comme le chef de file de la sociologie en France,,,, si bien que l'école de Durkheim domine jusqu'à la Première Guerre mondiale la sociologie française,. Il propose en effet une théorie englobante de la sociologie : un objet, les faits sociaux, et une méthode, qu'il expose dans Les Règles de la méthode sociologique,,. Tenant d'une conception holiste de l'étude des phénomènes sociaux, il considère que le social existe indépendamment de la conscience que nous en avons. Le fait social est donc un fait extérieur à la volonté des individus, et irréductible à une étude individuelle.
Après des études de philosophie à l'école normale supérieure, il obtient une bourse d'agrégé et suit les cours de Wilhelm Wundt à l'université de Leipzig. De retour en France, il enseigne à l'université de Bordeaux la pédagogie et la science sociale, et y introduit pour la première fois dans une université française la sociologie,. Dès son premier ouvrage, De la division du travail social (1893), Durkheim propose une méthode d'approche systématique des faits sociaux. Après Les Règles de la méthode sociologique (1895), Durkheim donne dans Le Suicide (1897) une démonstration éclatante de l'intérêt et de la portée du rationalisme expérimental en sociologie. En 1896, il fonde avec Célestin Bouglé la revue L'Année sociologique, autour de laquelle va se constituer l'école durkheimienne et qui devient l'organe principal de publication des productions en sciences sociales à cette époque. Les deux fondateurs, via cette revue, se posent alors pour objectifs d'asseoir la discipline sur des bases scientifiques et d'y réunir les tenants de la sociologie française. Autour de la revue de Durkheim et Bouglé se greffent progressivement d'autres universitaires : Marcel Mauss, François Simiand, Maurice Halbwachs, Georges et Hubert Bourgin ou encore Paul Fauconnet. Ensemble, ils participeront à la construction de la discipline en France.

### L'école allemande de sociologie
La sociologie allemande connaît une destinée différente et indépendante de l'école française. Inspirés par une tradition philosophique riche, une grande partie des sociologues allemands s'oppose aux sociologues français par leur approche compréhensive de la sociologie, rejetant le déterminisme à la française,. Pour eux, l'explication, c'est-à-dire l'objectivation des phénomènes sociaux par la recherche de leurs causes, n'est pas aussi décisive que la compréhension de ces phénomènes, du point de vue de l'acteur. Cette distinction est fondamentale en sociologie puisqu'elle est à l'origine de l'opposition entre holisme méthodologique, théorisée par Émile Durkheim, et individualisme méthodologique, portée par Max Weber.
À l'inverse de la sociologie française, la sociologie allemande est moins marquée par une personnalité dominante, même si Max Weber est aujourd'hui considéré comme son principal fondateur. D'autres figures comme Ferdinand Tönnies et Georg Simmel étaient également reconnues à leur époque. La sociologie se structure plus tardivement en Allemagne qu'en France, notamment parce qu'elle reste longtemps associé à la science politique : le terme sociologie n'apparaît qu'à partir des années 1880 et il faut attendre le début du siècle pour que s'institutionnalise la discipline.
Malgré cela, la sociologie est loin d'être inexistante dans l'Allemagne de Bismarck. En 1877, la revue Vierteljahrsschrift für wissenschaftliche Philosophie und Soziologie publie déjà des articles d'Herbert Spencer, d'Auguste Comte ou de John Stuart Mill. En 1887, Ferdinand Tönnies publie Communauté et Société, considéré comme le premier ouvrage de sociologie en Allemagne,. Il y décrit le passage des sociétés occidentales des communautés (Gemeinschaft) aux sociétés (Gesellschaft),. Mais ce n'est réellement qu'au début du XXe siècle que la sociologie prend forme en tant que discipline en Allemagne. En 1904, la revue Archiv für Sozialwissenschaft und Sozialpolitik, créée par Edgar Jaffé, Werner Sombart et Max Weber, est la première revue de sciences sociales et politiques d'Allemagne,. En 1909, Weber, Tönnies et Simmel créent la Société allemande de sociologie,.

#### Max Weber
« Nous appelons sociologie une science qui se propose de comprendre par interprétation l’activité sociale et par là d’expliquer causalement son déroulement et ses effets. Nous entendons par “activité”, un comportement humain quand et pour autant que l’agent ou les agents lui communiquent un sens subjectif. Et, par activité “sociale”, l’activité qui, d’après son sens visé par l’agent ou les agents, se rapporte au comportement d’autrui par rapport auquel s’oriente son déroulement. »

— Économie et société, 1922, Plon, Paris
À l'instar de Durkheim en France, Max Weber a réussi à construire un programme scientifique de constitution de la sociologie, en établissant des fondements épistémologiques et pratiques à la discipline,,,. Dans Économie et société, il s'attache à définir les « concepts fondamentaux de la sociologie ». Il définit, tout comme Durkheim, un objet et une méthode propres à la sociologie : d'une part l'activité sociale, et de l'autre, la méthode compréhensive, indispensable pour saisir le sens que les individus donnent à leurs actions,. Son œuvre donne naissance à l'individualisme méthodologique, qui vise à expliquer les phénomènes collectifs à partir des propriétés et des actions des individus et de leurs interactions mutuelles. Au fondement de cette méthode, la rationalité des actions constitue un concept central qu'il s'efforce de développer dans ses ouvrages,. Cette approche est mise en pratique dans L'Éthique protestante et l'esprit du capitalisme, ouvrage dans lequel il soutient que la Réforme protestante est à l’origine de l’éthique du travail du capitalisme. La contribution de Max Weber à la sociologie est considérable : on lui doit notamment les concepts de neutralité axiologique et d'idéal-type en épistémologie des sciences sociales. Parmi ses nombreux sujets d'étude, on peut citer la bureaucratie, l'État (notamment le monopole de la violence), la sécularisation et la rationalisation des sociétés occidentales, les classes sociales, les religions et la musique.

### La sociologie américaine

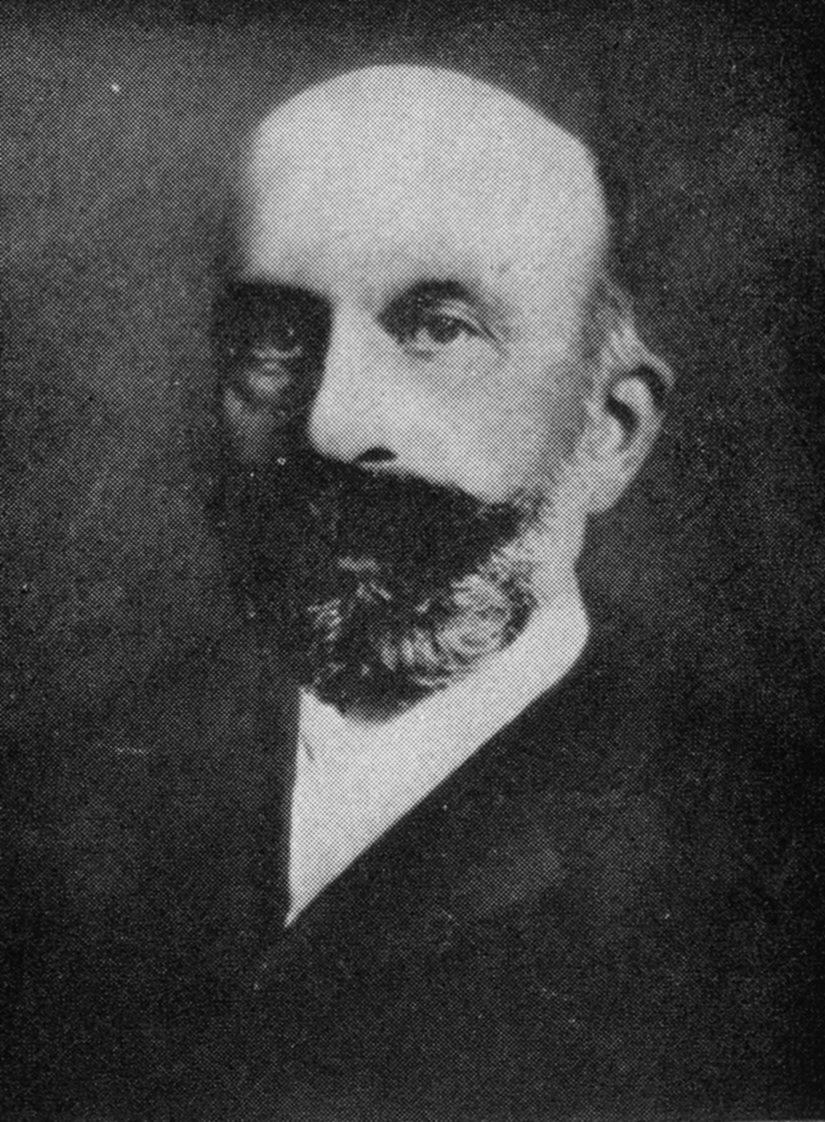
Albion Small (1854-1926)

Si l'école de Chicago, constituée après la Première Guerre mondiale, est la première école sociologique théorique aux États-Unis, il n'en demeure pas moins que la sociologie est déjà ancrée dans les universités américaines bien avant la Grande guerre. La naissance de la sociologie américaine est intimement liée au projet politique de « réforme sociale », alors que l'urbanisation et l'industrialisation croissante du pays est à l'origine de nombreux débats,. Le but pour les sociologues est donc d'accroître le bien-être des citoyens en leur expliquant les réalités sociales du pays.
À l'inverse de la France et de l'Allemagne, la sociologie américaine s'institutionnalise très rapidement : en 1875, William Graham Sumner donne à Yale le premier cours intitulé « Sociologie »,. En 1892, la sociologie est déjà enseignée à l'université du Kansas pour la troisième année consécutive et dans 17 autres facultés, et un département de sociologie est créé à l'université de Chicago par Albion Small. En 1895, celui-ci même crée la revue American Journal of Sociology. Aux États-Unis, la discipline se développe principalement à l'université et notamment via des manuels (en anglais textbooks) : les plus lus sont An Introduction to the Science of Society d'Albion Small et George Edgar Vincent (en), et Principles of Sociology de Franklin Henry Giddings,. Les grands sociologues de l'époque sont principalement des professeurs : Small et Giddings à Columbia, Sumner à Yale, Charles Cooley à Ann Arbor, Charles A. Ellwood (en) à l'université du Missouri, Edward C. Hayes (en) à celle de l'Illinois.
En dépit de cela, la sociologie américaine ne produit pas à ses débuts de fondements théoriques à la discipline. Comme l'explique Albion Small en 1916, « la sociologie [américaine] était davantage un intense désir qu’un corpus substantiel de connaissances, un point de vue déterminé ou une rigoureuse méthode de recherche. Ni en 1893, ni en 1901, la sociologie ne pouvait prétendre être un corps de doctrine, un point de vue, ou une méthode de recherche ».

### Dans les autres pays européens
En Belgique, Adolphe Quételet apparaît comme une figure fondatrice. Cependant, après lui, la sociologie belge n'a eu que peu de successeurs. Parmi eux, Guillaume De Greef, syndicaliste et sociologue théoricien du mouvement ouvrier. Très tôt, la sociologie belge se tourne vers des problématiques industrielles qui aboutissent à la création d'un Institut de sociologie à l'Université nouvelle de Bruxelles en 1901, à la demande de professionnels de l'industrie. Les recherches qui y sont menées ont principalement trait à la condition ouvrière et s'appuient sur des enquêtes ethnographiques.
En Russie, la naissance de la sociologie est intimement liée au contexte politique du pays. L'intelligentsia, divisée en différents groupes, cherchent des modèles alternatifs à un Empire conservateur et peu enclins aux réformes. La science sociale, encouragée par les intellectuels du pays, est pourtant entachée d'une politisation qui contrevient à la neutralité supposée de la science. La sociologie russe se développe donc en dehors de la Russie et de son contexte politique, avec des auteurs, exilés, comme Maksim Kovalevsky ou Pitirim Sorokin.
En Italie, outre la pensée de Giambattista Vico et de Cesare Beccaria au XVIIIe siècle, c'est dans la criminologie de l'école positiviste que l'on peut trouver les prémisses d'une science sociale italienne. Son chef de file, Cesare Lombroso, publie en 1876 L'Homme criminel (L'Uomo delinquente), dans lequel il défend la thèse selon laquelle la « délinquance » serait nettement plus fréquente chez certaines personnes porteuses de caractéristiques physiques, ce qui démontrerait le caractère inné de certains comportements. Les criminologues ont depuis rejeté ces thèses biologistes et teintées de darwinisme social. Toutefois, appliquant la méthode scientifique à l'étude du criminel, Cesare Lombroso est souvent considéré comme le fondateur de la criminologie scientifique. Mais la sociologie italienne, à proprement parler, naît conjointement de l'intérêt pour les élites. Des auteurs comme Vilfredo Pareto, Gaetano Mosca ou Robert Michels développent une théorie sociologique des élites, dont les concepts, comme le principe de Pareto ou la loi d'airain de l'oligarchie, sont toujours discutés.
Après Herbert Spencer, la sociologie académique britannique ne connaît pas le même essor que celui d'autres pays européens. En revanche, elle s'institue dans des démarches politiques, notamment lorsqu'il s'agit de résoudre les problèmes de pauvreté urbaine, qui touchent un pays fortement industrialisé. De ce fait, la sociologie est convoquée pour la mise en place de politiques sociales dès la fin du XIXe siècle. Par exemple, la « ligne de pauvreté » de Benjamin Rowntree permet de justifier la nécessité de mettre en place des aides de l'État. Des auteurs comme Charles Booth, Patrick Geddes ou Victor Branford (en) ont élaboré des théories sur la planification urbaine ou les cités-jardins en s'inspirant notamment des enquêtes que Frédéric Le Play avait dirigé quelques décennies plus tôt. Dans le tournant du XXe siècle, une sociologie libérale voit le jour au Royaume-Uni, notamment chez Leonard Trelawny Hobhouse, premier professeur britannique de sociologie d'Angleterre en 1907, qui pose les bases d'un nouveau libéralisme, plus social, et dont les bases forgeront le cadre théorique de l'État-providence britannique.

## Guerres et entre-deux-guerres: des consolidations à la maturation
| Découverte / idée                                                                 | Année(s)  | Auteur(s)                           | Publication(s)                           |
| Théorie des élites                                                                | 1916      | Vilfredo Pareto                     | Traité de sociologie générale            |
| Méthode d'analyse de documents personnels ; histoire de vie                       | 1918-1920 | Florian Znaniecki et William Thomas | Le Paysan polonais                       |
| Opposition culture et civilisations                                               | 1918-1922 | Oswald Spengler                     | Le Déclin de l'Occident                  |
| Idéal-type                                                                        | 1919      | Max Weber                           | Le Savant et le politique                |
| Manuel de référence ; "la Bible de la sociologie"                                 | 1921      | Ernest Burgess et Robert E. Park    | Introduction to the Science of Sociology |
| Activité sociale ; modèle bureaucratique                                          | 1921      | Max Weber                           | Économie et société                      |
| Fonctionnalisme                                                                   | 1922      | Bronisław Malinowski                | Les Argonautes du Pacifique occidental   |
| Mémoire collective                                                                | 1925      | Maurice Halbwachs                   | Les Cadres sociaux de la mémoire         |
| École de Chicago ; sociologie urbaine ; écologie humaine ; plan radioconcentrique | 1925      | Ernest Burgess et Robert E. Park    | The City                                 |
| Sociologie de la connaissance ; idéologie                                         | 1929      | Karl Mannheim                       | Idéologie et utopie                      |
| Interactionnisme symbolique ; autrui généralisé                                   | 1934      | George Herbert Mead                 | Esprit, individualité et société         |
| Relativisme culturel                                                              | 1934      | Ruth Benedict                       | Échantillons de civilisations            |
| Civilisation des mœurs, curialisation                                             | 1935      | Norbert Élias                       | La société de cour                       |
| Théorie de l'action                                                               | 1937      | Talcott Parsons                     | The Structure of Social Action           |
| Théorie des cycles sociaux (en)                                                   | 1937-1941 | Pitirim Sorokin                     | Social and Cultural Dynamics             |
| Processus de civilisation ; naissance des États ; habitus                         | 1939      | Norbert Elias                       | Sur le processus de civilisation         |
| Théorie critique                                                                  | 1944      | Max Horkheimer et Theodor Adorno    | Dialectique de la Raison                 |

### Une sociologie française meurtrie par la Première Guerre mondiale
La sociologie française a bien du mal à se renouveler après la mort de Durkheim (1917) et de plusieurs de ses disciples, et après plus de vingt ans de domination intellectuelle de l'école de Durkheim sur la sociologie française. Le début des années 1920 sont des années relativement prospères, avec la création d'un chaire de sociologie à l'université de Strasbourg pour Maurice Halbwachs, la création de l'Institut français de sociologie dirigé par Marcel Mauss ou encore l'introduction de la sociologie dans les programmes des écoles normales. Durant cette période, la sociologie française est notamment marqué par les figures tels que Maurice Halbwachs et Célestin Bouglé.
Cela étant, l'absence de leader et la conjoncture économique d'après-guerre ne permettent pas à la sociologie française de réellement se développer. Ainsi, la publication de l'Année sociologique cesse de 1925 à 1934. Le décès de Durkheim marque également un coup d'arrêt dans l'institutionnalisation progressive de la sociologie en France, notamment dans les universités. Du milieu des années 1920 à la Libération, aucune chaire universitaire ou institut de recherche sociologiques ne sont créés. De même, la plupart des chaires de sociologie étaient en réalité occupés par des philosophes.
Des deux autres écoles sociologiques qui occupaient le paysage français – celle de Le Play et celle de Worms – seule la première a continué d'exister. Les décès de Tarde et d'Espinas ont eu raison de la sociologie portée par René Worms qui s'essoufle après la Grande guerre. La sociologie leplaysienne, quant à elle, survit grâce aux travaux de Paul Bureau, Joseph Wilbois et Paul Descamps.

### En Allemagne
À l'inverse de la France, l'entre-deux-guerres marque une période de prospérité sociologique en Allemagne, malgré l'éparpillement idéologique et théorique manifeste des sociologues allemands. De nombreuses chaires universitaires y sont créées – près de 40 entre 1919 et 1933. Cette période est ainsi marqué par un foisonnement des courants disciplinaires : Max Scheler met en place une sociologie de la culture, reprise par la suite par Norbert Élias. C'est durant cette période que naît également la sociologie de la connaissance, dont la figure principale est Karl Mannheim. L'entre-deux-guerres est en outre marquée par des réflexions importantes en sociologie politique (Robert Michels) et en sociologie de la stratification sociales et des classes. Enfin, c'est durant cette période que se forme le groupe d'intellectuels de l'école de Francfort, dont les travaux, bien que plutôt philosophiques, ont eu un écho très important en sociologie.
À partir de 1933, le nazisme met un terme au développement de la sociologie allemande.

### Aux États-Unis
Aux États-Unis, l'après-Première Guerre mondiale est synonyme de développement et d'expansion des savoirs sociologiques. La nécessité de faire prospérer le pays passe par une demande accrue de sociologues dont le but sera de conseiller les politiques en matière social. Cette demande est en partie satisfaite par l'afflux majeur de nombreux chercheurs, dont des sociologues, qui fuient une Europe détruite par les guerres et teintées de totalitarisme, à l'instar de Pitirim Sorokin, sociologue russe en exil qui rejoint les États-Unis en 1923 et crée six ans plus tard le département de sociologie de l'université Harvard. Ainsi, la période est marquée dans le pays par un débat prégnant entre les tenants d'une sociologie appliquée à la politique et les partisans d'une neutralité sociologique. Conjointement à l'importance de la psychologie sociale dans le pays, la demande politico-sociale favorisent le développement d'une sociologie empirique, basée sur le recueil, le traitement et l'analyse de données à des fins sociologiques,.

#### L'École de Chicago (première génération)
Porté par les travaux de Robert Park, d'Everett Hughes ou encore d'Ernest Burgess, les travaux de l'école de Chicago des années 1920 et 1930 ont été les premiers à s'intéresser à la sociologie urbaine et à l'environnement urbain en combinant théorie, ethnographie et étude sur le terrain.

## Après la Seconde Guerre mondiale: triomphe américain et reconstruction de la sociologie européenne
| Découverte / idée                                | Année(s) | Auteur(s)                      | Publication(s)                         |
| Théorie de moyennes portées                      | 1949     | Robert K. Merton               | Social theory and social structure     |
| Modèle AGIL                                      | 1951     | Talcott Parsons                | The Social System                      |
| Théorie du conflit                               | 1958     | Ralph Dahrendorf               | Hors de d'utopie                       |
| Imagination sociologique                         | 1959     | Charles Wright Mills           | L'Imagination sociologique             |
| Interactionnisme symbolique, dramaturgie sociale | 1959     | Erving Goffman                 | La Mise en scène de la vie quotidienne |
| Théorie de l'échange social                      | 1961     | George Homans                  | Social Behavior                        |
| Institutions totales                             | 1961     | Erving Goffman                 | Asylums                                |
| Constructivisme social                           | 1966     | Peter Berger et Niklas Luhmann | La Construction sociale de la réalité  |
| Ethnométhodologie                                | 1967     | Harold Garfinkel               | Studies in Ethnomethodology            |

La Seconde Guerre mondiale aura eu raison de la sociologie européenne : que ce soit en France, en Allemagne, en Italie ou en Angleterre, la discipline sociologique est en berne. En France, rien n'a changé depuis l'entre-deux-guerres. En Allemagne et en Italie, de nombreux sociologues sont partis s'installer aux États-Unis pour fuir les régimes dictatoriaux. Terre propice à la recherche académique, les États-Unis deviennent après 1945 le terrain de prédilection des sociologues. Grand vainqueur de la Seconde Guerre mondiale, les États-Unis dominent en sociologie tout autant que dans les autres domaines.

### Le triomphe américain
L'après-guerre est pour les États-Unis un moment de développement important de la discipline sociologique, que ce soit institutionnellement ou intellectuellement. Alors que la fondation Rockefeller était jusqu'alors l'une des seules institutions privées à financer la recherche sociologique, de nombreux acteurs privés (Henry Ford par exemple) et publics (ministère des Armées, de l'Agriculture, etc.) se posent en mécènes de la sociologie. De nombreux instituts universitaires se créent également durant cette période (Institut de recherche sociale de l'université du Michigan, Bureau de recherche sociale appliquée à Columbia, entre autres) et la Société américaine de sociologie, qui devient en 1963 l'Association américaine de sociologie, voit le nombre de ses adhérents multipliés par dix entre 1945 et 1970.
Sur le plan théorique, la production sociologique américaine domine le reste du monde et parvient à établir des paradigmes qui restent encore aujourd'hui des théories majeures de la sociologie. Ainsi, c'est durant cette période qu'émergent l'interactionnisme symbolique, le fonctionnalisme et l'ethnométhodologie ; d'autres paradigmes, déjà bien ancrées, comme la sociologie empirique et quantitative de Paul Lazarsfeld et Samuel Stouffer, continuent d'étendre leur sphère d'influence,.
La période est marquée par trois écoles sociologiques qui permettent d'asseoir le prestige de la sociologie américaine : l'école de Columbia, avec Paul Lazarsfeld comme figure de proue, l'école d'Harvard, dont les principaux représentants sont Talcott Parsons et Robert K. Merton, et enfin l'école de Chicago d'Herbert Blumer, Erving Goffman ou Howard Becker.
Alors que le paradigme fonctionnaliste incarné par Talcott Parsons triomphe depuis la fin des années 1940, la sociologie parsonienne est en déclin à partir des années 1960. L'un des premiers à critiquer l'impérialisme fonctionnaliste est Charles Wright Mills dans L'Imagination sociologique. Une des alternatives au fonctionnalisme les plus crédibles est l'interactionnisme, qui connaît un regain d'intérêt dès le début des années 1960 grâce aux travaux notamment d'Everett Hughes, Howard Becker ou encore Erving Goffman. Inspiré par les travaux d'Alfred Schütz et ceux des interactionnistes, Harold Garfinkel développe dès le milieu des années 1950 une variante radicale de l'interactionnisme symbolique, l'ethnométhodologie, dont le point de départ est le fait que « la réalité sociale est une construction permanente qui n'a rien d'extérieur aux individus »,. Elle inspirera notamment la sociologie constructiviste de Peter Berger et Thomas Luckmann, dont le livre La Construction sociale de la réalité figure parmi les 10 livres les plus importants de la sociologie du XXe siècle,.

### Reconstruction de la sociologie européenne
En France, la reconstruction favorise le développement des sciences économiques et démographiques et laisse de côté la discipline sociologique. Ainsi sont créés dès l'après-guerre l'Ined et l'Insee qui fournissent à l'État les outils nécessaires de la restructuration du pays. Pour Charles-Henry Cuin et François Gresle, il faut attendre 1958 et le retour du gaullisme au pouvoir pour assister à un renouveau de la sociologie française. En l'espace de quelques années, Raymond Aron crée un cursus universitaire de sociologie à la Sorbonne, trois des plus importantes revues de sociologie en France publient leur premier numéro (la Revue française de sociologie, Sociologie du travail et les Archives européennes de la sociologie) et plusieurs laboratoires de recherches se forment autour de sociologues qui redessinent le paysage de la sociologie française, à l'instar du Centre de sociologie européenne de Raymond Aron ou du Laboratoire de sociologie industrielle d'Alain Touraine.
Ailleurs en Europe, la sociologie subit également les conséquences de la Seconde Guerre mondiale. Au Royaume-Uni, la recherche a du mal à se départir de la démarche appliquée et perd en théorisation, avant l'arrivée d'une nouvelle vague de sociologues dans les années 1960 (John Rex, John Goldthorpe...). En Allemagne, c'est la théorie critique de l'École de Francfort qui domine les débats. En Italie, la tradition sociologique a presque complètement disparu après 1945, et il faut attendre les années 1960 et 1970 pour assister à un renouveau de la discipline.

## De 1970 à nos jours, internationalisation et explosion des paradigmes
|                                                          | Année(s) | Auteur(s)             | Publication(s)                                            |
| Système mondial                                          | 1974     | Immanuel Wallerstein  | Le système mondial moderne                                |
| Sociobiologie                                            | 1975     | Edward Osborne Wilson | Sociobiologie                                             |
| Capital culturel, capital économique, théorie des champs | 1979     | Pierre Bourdieu       | La Distinction                                            |
| Agir communicationnel                                    | 1981     | Jürgen Habermas       | Théorie de l'agir communicationnel                        |
| Différenciation fonctionnelle                            | 1982     | Niklas Luhmann        | La différenciation de société                             |
| Théorie de la structuration                              | 1984     | Anthony Giddens       | The Constitution of Society                               |
| Société du risque                                        | 1986     | Ulrich Beck           | La société du risque. Dans la route à une autre modernité |
| Société de réseaux                                       | 1996     | Manuel Castells       | La montée de la société du réseau                         |

À partir des années 1970, le foisonnement des courants et disciplines, couplés à l'internationalisation croissante de la discipline, ne permet plus de définir d'écoles « nationales ».

### Internationalisation de la sociologie
Alors que la sociologie a su prospérer, depuis près d'un siècle, un peu partout dans le monde, elle est tout de même favorisée par une forme de gouvernement qui accepte le libre examen de la société sur elle-même. En ce sens, la sociologie est très liée, dans les sujets qu'elle aborde, au rapport qu'entretient la société avec le pouvoir.
En Inde, au Canada, en Australie ou encore au Japon, la sociologie connaît dès la fin Seconde Guerre mondiale un essor important,. La sociologie indienne connaît un développement marqué dès les années 1950 qui en fait une science institutionnalisée et reconnue dont les recherches traditionnelles sur les castes, l'organisation de la société indienne, la famille, l'urbanisation et la religion sont aujourd'hui rejointes par des approches plus diverses comme les études féministes ou la sociologie de la culture,.
Dans les pays communistes, alors que la recherche sociologique est ralentie par le régime bolchévique qui assimile la sociologie à une « science bourgeoise », les années 1960 et 1970 sont marquées par une « renaissance de la sociologie »,, s'inscrivant en droite ligne avec la politique de dégel de Nikita Khrouchtchev. Par ailleurs, la chute du régime soviétique accélère largement le développement de la sociologie dans les pays ex-communistes.
En Amérique du Sud, les années 1950 et 1960 sont marquées par l'émergence d'une sociologie du développement et de la modernité.
Les années 1970 et 1980 marquent justement une période de décolonisation massive qui laisse place à de nouvelles traditions nationales sociologiques dans les pays d'Afrique dont le sujet de prédilection est le colonialisme et le post-colonialisme.

### Renforcements institutionnels
Au cours des trente dernières années du XXe siècle, la sociologie est déjà une science à part entière et pleinement reconnue, dont personne ne doute de l'indépendance. Aux États-Unis, le nombre de sociologues augmente très rapidement, tout comme le montant des financements du gouvernement américain pour soutenir la sociologie. Entre 1970 et 1973, le volume des subventions a même triplé pour atteindre 120 millions de dollars par an. Deux ans plus tard, l'American Sociological Association compte quinze mille membres.
1968 marque un tournant pour la sociologie française. Au moment des émeutes et de la crise sociale, la sociologie française éclate en interne en raison des divergences sur la définition du terme de crise sociale. Malgré la désunion interne, le nombre de chercheurs et de centres de recherches augmente très rapidement. Le soutien aux chercheurs français a également été favorisé par la mise en place de contrats de recherche en lien avec les entreprises. Dans les années 1970, la sociologie française était également très populaire parmi le grand public.

### Multiplication des paradigmes
La fin d'une période de prospérité qui a duré près de 30 ans est aussi celle de l'éclatement des paradigmes et théories sociologiques. Dans les années 1980, plusieurs sociologues s'intéressent à la mondialisation, la communication et la notion de modernité. Jürgen Habermas développe dans sa théorie de l'agir communicationnel une réaction au discours de la modernité, éclairée à la fois par la théorie critique et le pragmatisme américain. Un autre sociologue allemand, Ulrich Beck, présente dans The Risk Society (1992) un compte rendu de la manière dont l'État-nation moderne s'est organisé. Zygmunt Bauman a beaucoup écrit sur les notions de modernité et de postmodernité, notamment en ce qui concerne l'Holocauste et le consumérisme en tant que phénomènes historiques.

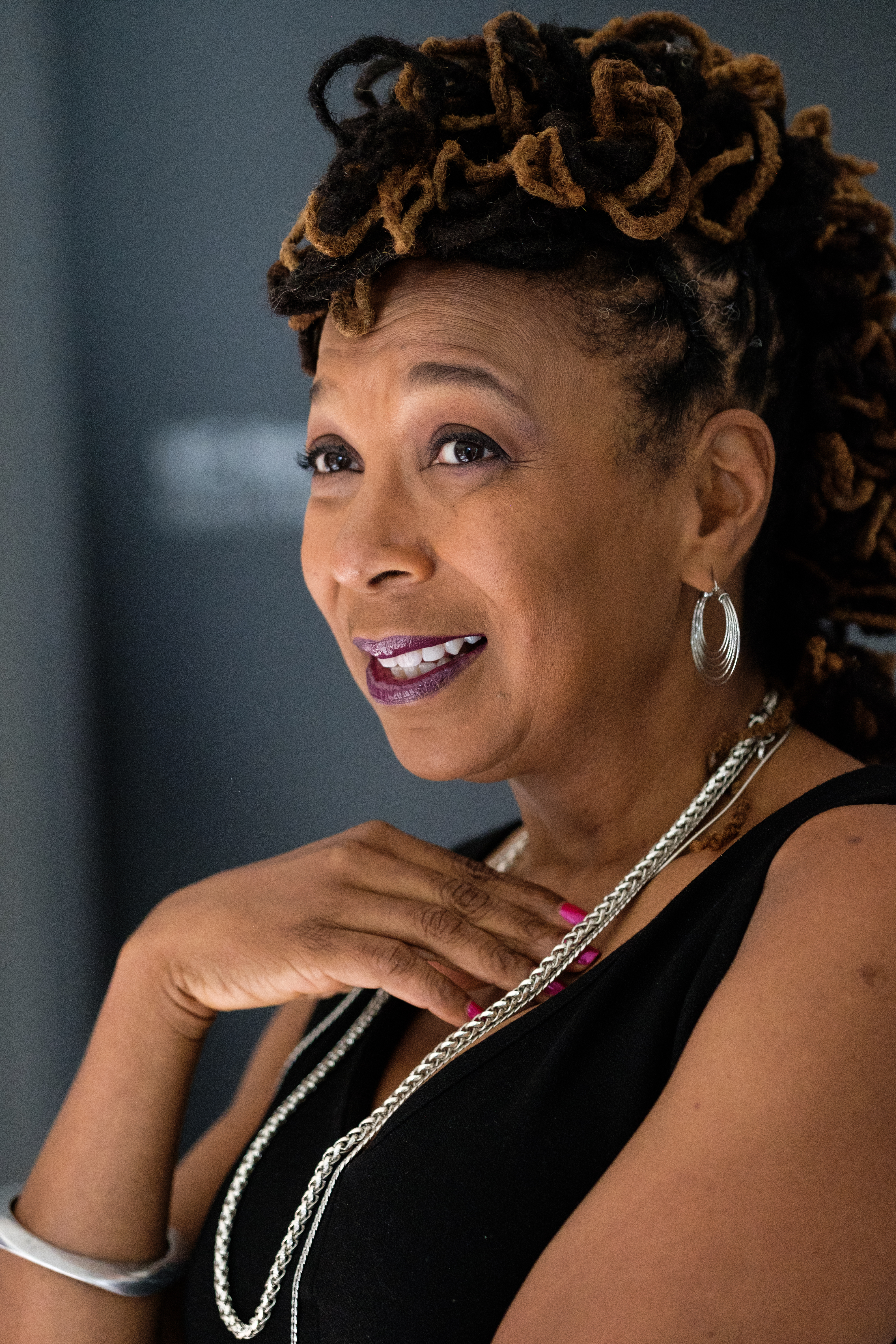
Kimberlé Crenshaw (1959-)

En Grande-Bretagne, Anthony Giddens entreprend de réconcilier la dichotomie théorique classique entre structure et agent grâce à la théorie de la structuration.
Dans les années 1980, Pierre Bourdieu développe une théorie des goûts fondée sur le capital culturel.
Durant ces mêmes années se développe une sociologie du genre et de l'intersectionnalité des rapports sociaux. bell hooks défend l'idée que les femmes blanches et racisées font face à différents obstacles dans la société. Kimberlé Crenshaw développe par la suite le concept d'intersectionnalité pour décrire la manière dont différentes identités peuvent s'entrecroiser pour créer des nouvelles formes de discrimination. En 1990, Sylvia Walby décrit six institutions de reproduction du patriarcat : le ménage familial, le travail rémunéré, l'État, la violence masculine, la sexualité et les institutions culturelles. Plus tard, la sociologue Helma Lutz propose 14 "lignes de différence" (lines of difference) pouvant constituer la base de relations de pouvoir inégales.
Les théoriciens des systèmes tels que Niklas Luhmann sont restés des forces dominantes en sociologie jusqu'à la fin du siècle. En 1994, Robert K. Merton a remporté la Médaille nationale des sciences pour ses contributions à la sociologie des sciences. La tradition positiviste reste également populaire, en particulier aux États-Unis. Les deux revues américaines les plus citées de la discipline, l’American Journal of Sociology et l’American Sociological Review, publient principalement des recherches dans la tradition positiviste, la seconde présentant néanmoins une plus grande diversité.

### Développements méthodologiques et techniques
La fin du XXe siècle a également connu des améliorations méthodologiques majeures. Le développement d'études longitudinales, qui suivent la même population au cours de plusieurs années voire plusieurs dizaines d'années, permet aux chercheurs d'étudier des phénomènes à long terme et d'établir des analyses plus fines. L'augmentation de la taille des bases de données produits par les nouvelles méthodes d'enquête a été suivie par l'invention de nouvelles techniques statistiques pour analyser ces données. L'analyse de ce type est généralement effectuée avec des logiciels statistiques tels que R, SAS, Stata ou SPSS.
Grâce à ces nouveaux outils, des sociologies se développent, à l'instar de la sociologie informatique et de l'analyse des réseaux sociaux. L'influence de l'analyse des réseaux sociaux est omniprésente dans de nombreux sous-domaines sociologiques tels que la sociologie économique, le comportement organisationnel, la sociologie historique, la sociologie politique ou la sociologie de l'éducation.

## Pour approfondir